# Сига Когэн
Сига Когэн (яп. 志賀高原 Сига ко:гэн, «Плоскогорье Сига») — японский горнолыжный курорт, который находится на территории национального парка Дзёсинъэцу Когэн в префектуре Нагано, рядом с посёлком Яманоути.

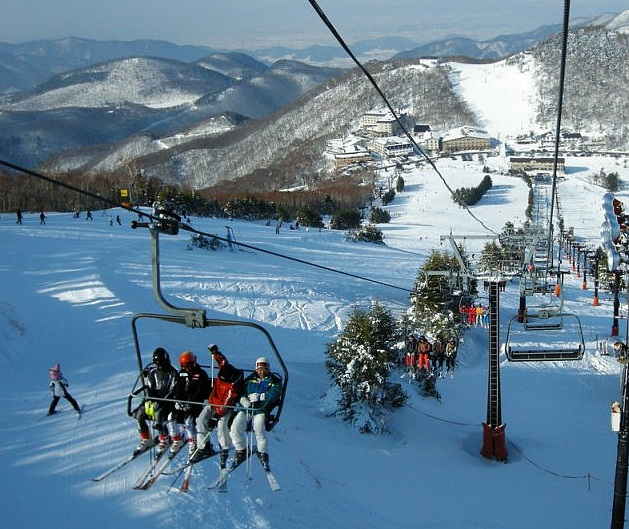
Подъёмник с лыжниками

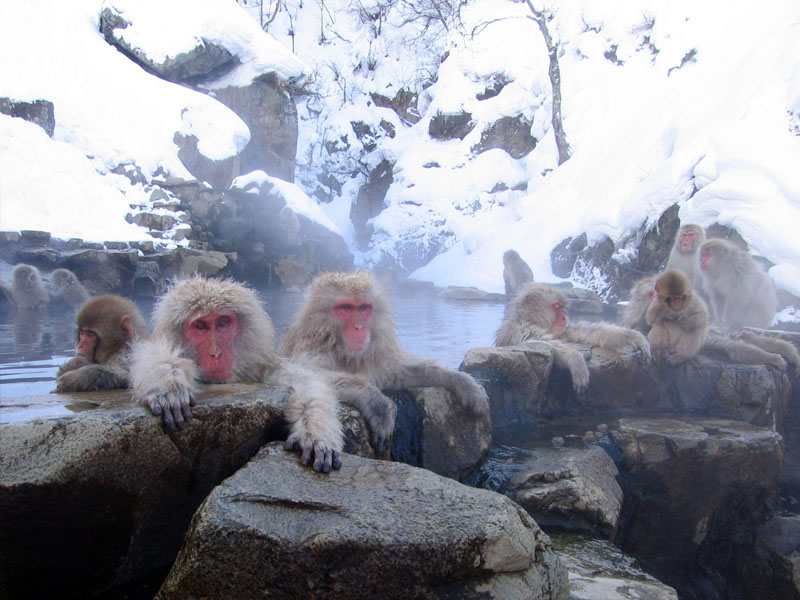
Макаки в горячем источнике

Во время зимних олимпийских игр 1998 года на этом курорте проходили соревнования по горным лыжам и сноубордингу. Курорт протяжённостью более чем 20 километров, объединяет 21 лыжный парк, 71 подъёмник и гондолы, многочисленные горнолыжные трассы.
Лыжный сезон здесь начинается в ноябре и заканчивается в начале мая. Температура воздуха в январе редко опускается ниже −13 °C. Ветер бывает чрезвычайно редко, как и наледь, образованная ветром.
Курорт объединяет 21 независимый лыжный парк, между которыми курсируют рейсовые автобусы. Большинство парков имеет свои билеты на подъемник, но в каждой кассе можно приобрести электронный билет, который позволяет кататься во всех парках, а также даёт право бесплатного проезда на автобусе.
Сига Когэн — это несколько деревень, которые состоят в основном из гостиниц и небольшого количества магазинчиков и ресторанов. В некоторых ресторанах и магазинах принимают кредитные карты. Единственный на весь курорт банкомат находится в почтовом отделении Хасуикэ и закрыт в субботние и воскресные дни.
В районе Сига Когэн находится несколько геотермальных источников, горячая вода которых часто используется в банях.
Недалеко от курорта находится Парк диких обезьян Дзигокудани. На небольшой территории живёт колония японских макак, которые большую часть времени проводят в горячих источниках.